# Jean Dorst

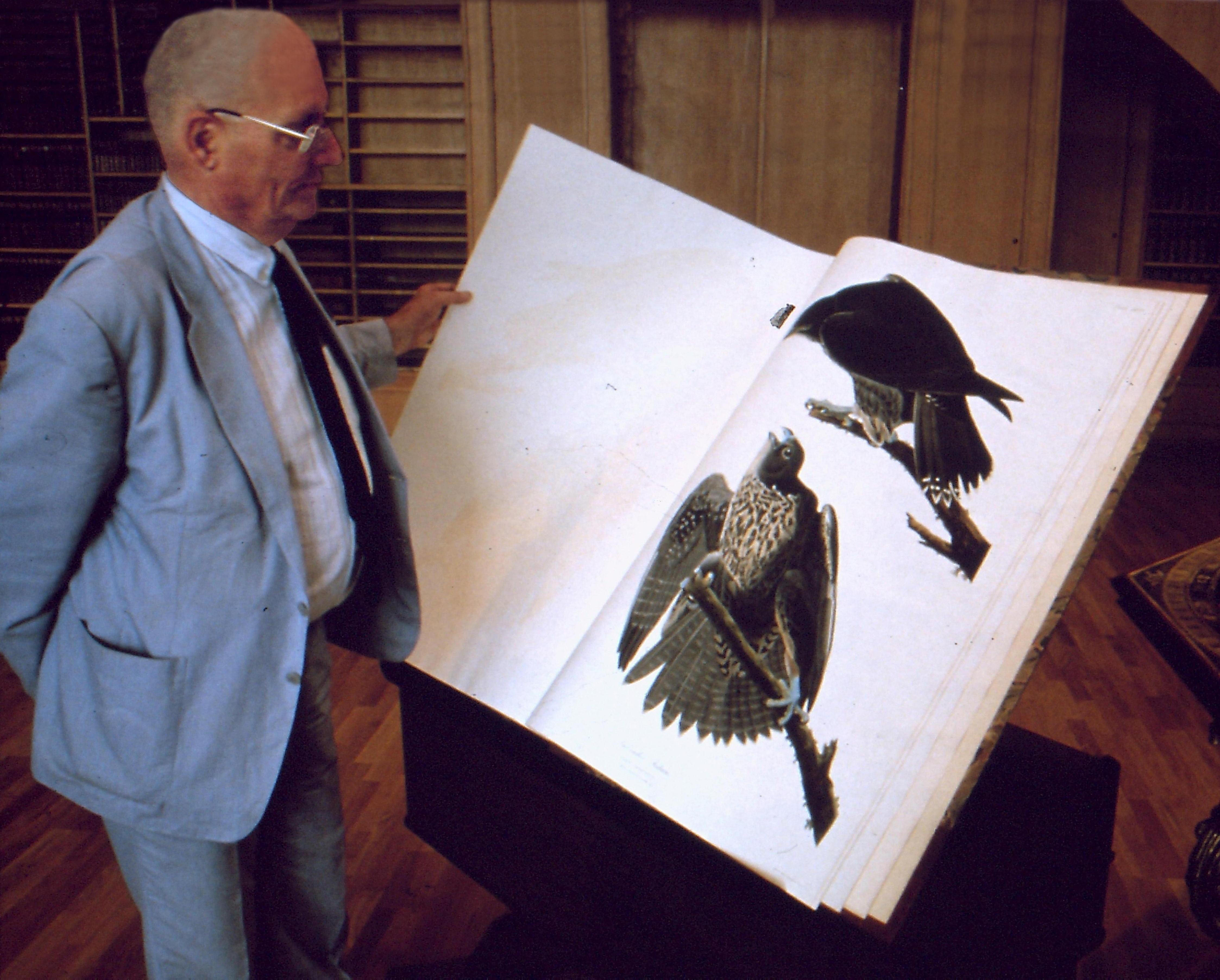
Jean Dorst (1989)

Jean Pierre Dorst (* 7. August 1924 in Brunstatt; † 8. August 2001 in Paris) war ein französischer Ornithologe.

## Leben
Dorst wurde im elsässischen Brunstatt bei Mülhausen geboren und studierte Biologie und Paläontologie an der Wissenschaftlichen Fakultät der Sorbonne in Paris. 1947 wurde er Mitarbeiter des Muséum national d’histoire naturelle. 1964 wurde er Nachfolger von Jacques Berlioz als Vorsitzender der Abteilung Säugetiere und Vögel. 1975 wurde er zum Direktor des Museums gewählt, trat aber 1985 aus Protest gegen die Reformpläne der Regierung für das Museum zurück.
Dorst war Mitglied der Académie des Sciences, einer der Gründer und der zweite Präsident der Charles Darwin Foundation auf Galápagos, Präsident des 16. Internationalen Ornithologischen Kongresses (IOC) 1974 in Canberra, Australien und Vizepräsident der IUCN. Dorst schrieb viele populärwissenschaftliche Bücher über das Verhalten der Vögel, aber auch alarmierende Werke über die Zerstörung der Natur durch den Menschen, wie Natur in Gefahr (1966).
Dorst war einer der Autoren des Dokumentarfilms Nomaden der Lüfte – Das Geheimnis der Zugvögel (2001). Er erlebte den Erfolg allerdings nicht mehr mit, weil er kurz vor der Veröffentlichung verstarb. Ihm ist dieser Film gewidmet.

## Dedikationsnamen
Die Blasstäubchen-Unterart (Columbina buckleyi dorsti (Koepcke, 1962)) wurde zu seinen Ehren benannt. Claude Chappuis und Christian Érard erstbeschrieben 1991 die Dorstzistensänger-Unterart (Cisticola guinea dorsti), die aber 2005 von Françoise Dowsett-Lemaire, Nik Borrow und Robert J. Dowsett als Synonym zur Nominatform identifiziert wurde.

## Werke (Auswahl in deutscher Übersetzung)
- 1965 Das bunte Vogelreich
- 1966 Natur in Gefahr
- 1968 Kontinente in Farben Südamerika Und Mittelamerika
- 1969 Mitwirkung an der Enzyklopädie Grzimeks Tierleben
- 1971 Die Enzyklopädie der Natur: Das Leben der Vögel 2; Band 13
- 1972 Die Enzyklopädie der Natur: Die Vögel in ihrem Lebensraum; Band 14
- 1973 Säugetiere Afrikas – Ein Taschenbuch für Zoologen und Naturfreunde